# Vanessa Glodjo
Vanessa Glodjo est une actrice née le 8 juin 1974 à Sarajevo en Bosnie-Herzégovine.

## Filmographie
- 1997 : La Promenade inopinnée de François Lunel
- 2001 : His name is Denny de Robert Altman
- 2003 : Jours tranquilles à Sarajevo de François Lunel
- 2003 : La vie est un miracle de Emir Kusturica
- 2004 : Frame for the picture of my country de Elmir Jukic
- 2005 : Roof wave de Jasmin Durakovic
- 2006 : Go West de Ahmed Imanovic
- 2006 : All for free de Antonio Nuic
- 2006 : Sarajevo, mon amour de Jasmila Žbanić
- 2011 : Au pays du sang et du miel d'Angelina Jolie